# Mount Leman
Mount Leman är ett berg i Kanada.   Det ligger på gränsen mellan Alberta och British Columbia, i den västra delen av landet, 3 000 km väster om huvudstaden Ottawa. Toppen på Mount Leman är 2 724 meter över havet.
Terrängen runt Mount Leman är bergig söderut, men norrut är den kuperad.Trakten runt Mount Leman är nära nog obefolkad, med mindre än två invånare per kvadratkilometer.. Det finns inga samhällen i närheten. 
Trakten runt Mount Leman består i huvudsak av gräsmarker.